# Transelectrica
Compania Nationala de Transport al Energiei Electrice Transelectrica S.A. (BVB: TEL) este operatorul național de transport de energie electrică din România. Compania a fost înființată în iulie 2000 prin reorganizarea CONEL, având ca obiect de activitate transportul energiei electrice, operator de sistem și dispecer. Pe 29 august 2006 Ministerul Economiei și Comerțului a listat la Bursa de Valori București 10% din acțiunile companiei.
Transelectrica este deținută în proporție de 58,69% de Ministerul Economiei și Comerțului, 13,5% de Fondul Proprietatea, iar 27,81% din acțiuni sunt tranzacționate la Bursa de Valori București și deținute de alți acționari.
Compania gestionează, operează, întreține, modernizează și dezvoltă o rețea de transport formată din 81 de stații electrice de transformare, cu o capacitate de circa 35.506 MVA, și 9.028 kilometri de linii electrice aeriene de 110/220 kV, 400 kV și 750 kV, aflate în gestiunea a opt sucursale de transport.

## Diviziile Transelectrica
Compania deține următoarele filiale:
- institutul de cercetări și modernizări energetice Icemenerg
- filiala de formare a energeticienilor Formenerg
- Icemenerg-Service
- OPCOM - operatorul bursei de energie
- Smart - Filiala pentru servicii de mentenanță a reței electrice de transport
- Teletrans, firmă de comunicații
- filiala de servicii de telecomunicații și tehnologia informației

Numărul de angajați în 2006: 2.150

## Istoric
În septembrie 2010, Institutul de Cercetări și Modernizări Energetice (ICEMENERG), filială a Transelectrica, a fost reorganizat și a trecut sub coordonarea Ministerului Economiei.
În anul 2009, ICEMENERG a avut o cifră de afaceri de 9,3 milioane de lei și un profit net de 1,16 milioane de lei.

## Rezultate financiare
Capitalizare bursieră (noiembrie 2007): 613 milioane Euro
Consiliul de Administrație al Transelectrica (TEL) propune acționarilor distribuirea unor dividende în valoare cumulată de 80,6 milioane lei (18,4 milioane euro), de peste nouă ori mai mari comparativ cu câștigul acordat anul trecut din profitul din 2010.

## Controverse
În iulie 2014, Curtea de Conturi a descoperit prejudicierea cu suma de 132,2 milioane de lei a patrimoniului Transelectrica, cea mai mare parte din bani, respectiv 80,1 milioane de lei reprezintă debite nerecuperate din derularea unor contracte de tranzacții cu energie, pentru care nu au fost constituite garanții financiare.